# Terra Formars (film)
Pour le manga dont le film est adapté, voir Terra Formars.
Pour plus de détails, voir Fiche technique et Distribution.
Terra Formars (テラフォーマーズ, Tera fōmāzu) est un film de science-fiction japonais réalisé par Takashi Miike, sorti en 2016 au Japon.
Il s'agit d'une adaptation du manga Terra Formars scénarisé par Yū Sasuga et dessiné par Ken'ichi Tachibana.

## Fiche technique
- Titre : Terra Formars
- Titre original : テラフォーマーズ (Tera fōmāzu?)
- Réalisation : Takashi Miike
- Scénario : Kazuki Nakashima, d'après un manga de Yū Sasuga et Ken'ichi Tachibana
- Photographie : Nobuyasu Kita
- Montage : Kenji Yamashita
- Bande originale : Kōji Endō
- Sociétés de production : Warner Bros. Pictures Japan, Team Time Film
- Sociétés de distribution : 
  -  Warner Bros.
- Pays d'origine :  Japon
- Langue originale : japonais
- Genre : action / science-fiction
- Durée : 108 minutes[1]
- Date de sortie :
  - Japon : 29 avril 2016[1]

## Distribution
- Hideaki Itō : Shokichi Komachi
- Emi Takei : Nanao Akita
- Tomohisa Yamashita : Jim Muto
- Takayuki Yamada : Ichiro Hiruma
- Kane Kosugi : God Lee
- Rinko Kikuchi : Asuka Moriki
- Masaya Katō : Keisuke Dojima
- Eiko Koike : Mina Obari
- Mariko Shinoda : Sorae Osako
- Ken'ichi Takitō : Shunji Tezuka
- Rina Ohta : Maria Renjo
- Ken Aoki
- Rila Fukushima : Sakakibara
- Shun Oguri : Ko Honda

## Production
Une adaptation en film live est annoncée en février 2015. Celle-ci est réalisée par Takashi Miike. Après deux années de préproduction, le tournage du film a débuté en mai 2015. Le film est sorti le 29 avril 2016 au Japon. Avant cette sortie, un drama intitulé Terra Formars: Aratanaru Kibō et servant de préquelle au film est disponible sur le service de streaming dTV.